# David Ungureit
David Ungureit (* 24. März 1964 in Frankfurt am Main) ist ein deutscher Drehbuchautor.

## Leben und Arbeit
David Ungureit, geboren als Sohn des Journalisten Heinz Ungureit und Bruder von Dagmar Ungureit, studierte Germanistik und Amerikanistik sowie Theater-; Film- und Fernsehwissenschaft. Seine Fähigkeiten im dramaturgischen und komödiantischen Schreiben schulte er in Seminaren von František „Frank“ Daniel und dem Drehbuchautor und Comedy-Experten John Vorhaus.
Zu Beginn der 1990er Jahre war Ungureit Sketchschreiber für die Radiosendungen Radio unfrisiert und Radio Gaga des Hessischen Rundfunks. Danach wechselte er zum Drehbuchschreiben für das Fernsehen. Er schrieb das Storykonzept und über 40 Episoden der wöchentlichen Soap-Serie Die Anrheiner. Seit 2000 war er temporär Headwriter für die Krankenhaus-Serie Alphateam und dessen Spin-Off Broti & Pacek. Für die ARD adaptierte er etliche von Grimms Märchen neu und schrieb das Gros der Episoden der Kinderserie Rennschwein Rudi Rüssel.
Für das Kino schrieb er gemeinsam mit Rainer Ewerrien das Drehbuch zu Männerhort nach dem gleichnamigen Theaterstück des deutsch-isländischen Autors Kristof Magnusson. Die Adaption wurde mit einer Drehbuchförderung der Filmförderungsanstalt (FFA) unterstützt.
David Ungureit wird von der Medienagentur des Verlag der Autoren vertreten. Er lebt in Frankfurt am Main.

## Filmografie (Auswahl)
- 1994: Willkommen im Team
- 2000: Die Aufschneider
- 2001: Liebe darf alles
- 2006: Wutz & Wiebke
- 2006: Aszendent Liebe
- 2008: Tischlein deck dich
- 2009: Rumpelstilzchen
- 2009: Die Bremer Stadtmusikanten
- 2010: Des Kaisers neue Kleider
- 2011: Aschenputtel
- 2011: Nils Holgerssons wunderbare Reise
- 2012: Der Klügere zieht aus
- 2012: Hänsel und Gretel
- 2013: Systemfehler – Wenn Inge tanzt
- 2013: Das Mädchen mit den Schwefelhölzern
- 2013: Ein Reihenhaus steht selten allein
- 2014: Die Schlikkerfrauen
- 2014: Männerhort
- 2014: Sechse kommen durch die ganze Welt
- 2011–2014: Danni Lowinski
- 2016: Neues aus dem Reihenhaus
- 2017: Das Pubertier (Fernsehserie; Headautor)
- 2018: Tatort: Mord ex Machina
- 2018: Bist du glücklich?
- 2019: Wilsberg – Gottes Werk und Satans Kohle
- 2019: Tatort: Die Guten und die Bösen
- 2021: Wilsberg – Überwachen und Belohnen
- 2021: Freunde
- 2022: Billy Kuckuck – Mutterliebe
- 2023: 2 Freunde (Fernsehfilm)

## Auszeichnungen
- 2017 Hessischer Film- und Kinopreis in der Kategorie Drehbuch für Schneegestöber[3]
- 2025 Festival des deutschen Films: Ludwigshafener Drehbuchpreis